# 吕巷镇
吕巷镇，是中华人民共和国上海市金山区下辖的一个乡镇级行政单位，位于金山区中西部，东邻金山工业区，西邻浙江省平湖市新埭镇，南接张堰、廊下镇，北靠朱泾、亭林镇，是由原干巷镇和吕巷镇于2005年撤二合一建立的镇。吕巷镇有“吕巷小白龙信俗”、“土布手工纺织技艺”、“白龙糕制作技艺”等市级非物质文化遗产；同时有“灶花”“哭嫁哭丧歌”等区级非物质文化遗产。

## 行政区划
吕巷镇下辖以下居委会及村委会：
吕巷社区、干巷社区、荡田村、夹漏村、姚家村、马新村、太平村、蔷薇村、龙跃村、和平村、白漾村和颜圩村。

## 交通
新卫高速途径该镇，并在干巷社区设有吕巷出入口。

## 特产
金山蟠桃：中国地理标志产品。